# Nati il 14 ottobre
| Questa pagina contiene informazioni ricavate automaticamente dalle voci biografiche con l'ausilio del template Bio e di un bot. L'aggiornamento è periodico e automatico e ricostruisce completamente la pagina. Se manca una persona in questa lista, sei pregato di non aggiungerla, ma accertati piuttosto che la sua voce biografica contenga il template Bio e che i dati anagrafici siano correttamente compilati. Se il template Bio manca, inseriscilo tu stesso o, in alternativa, metti l'avviso {{tmp\|Bio}} che ne segnala la mancanza. Se i dati riportati sono sbagliati, correggi direttamente la voce biografica; le modifiche saranno visibili in questa lista entro pochi giorni. Per chiarimenti vedi il progetto biografie. La lista contiene solo le 1.068 persone che sono citate nell'enciclopedia e per le quali è stato implementato correttamente il template Bio. Pagina aggiornata al 13 ago 2025. |

## XI secolo(1)
- 1006 - Goffredo II d'Angiò, conte († 1060)

## XIII secolo(1)
- 1257 - Przemysł II di Polonia, nobile polacco († 1296)

## XV secolo(5)
- 1404 - Maria d'Angiò, regina francese († 1463)
- 1420 - Tomás de Torquemada, religioso spagnolo († 1498)
- 1427 - Alesso Baldovinetti, pittore italiano († 1499)
- 1465 - Konrad Peutinger, umanista, antiquario e diplomatico tedesco († 1547)
- 1493 - Shimazu Tadayoshi, militare giapponese († 1568)

## XVI secolo(12)
- 1519 - Maria di Brandeburgo-Kulmbach, principessa tedesca († 1567)
- 1524 - Elisabetta di Danimarca, principessa danese († 1586)
- 1527 - Giovanni Andrea Caligari, vescovo cattolico e diplomatico italiano († 1613)
- 1533 - Anna di Meclemburgo, nobile tedesca († 1602)
- 1542 - Filippo IV di Nassau-Weilburg, nobile tedesco († 1602)
- 1547 - Francesco Corner, cardinale e vescovo cattolico italiano († 1598)
- 1564 - Berlinghiero Gessi, cardinale e vescovo cattolico italiano († 1639)
- 1565 - Ippolito Galantini, predicatore italiano († 1620)
- 1569 - Giovan Battista Marino, poeta e scrittore italiano († 1625)
- 1586 - Francesco Luna, vetraio e storiografo italiano
- 1589 - Marco Gradenigo, patriarca cattolico italiano († 1656)
- 1598 - Nicolas de Neufville de Villeroy, generale e nobile francese († 1685)

## XVII secolo(24)
- 1605 - Andrea Giustiniani, I principe di Bassano, nobile italiano († 1667)
- 1609 - Ernest Gunther di Schleswig-Holstein-Sonderburg-Augustenburg, nobile danese († 1689)
- 1625 - Orazio Roberto Pucci, nobile italiano († 1698)
- 1630 - Sofia del Palatinato, nobile († 1714)
- 1631 - Gaudenzio Brunacci, medico e letterato italiano († 1669)
- 1633 - Giacomo II d'Inghilterra, re († 1701)
- 1638 - Bernardo II di Sassonia-Jena, nobile († 1678)
- 1639 - Giovanni Battista Borghese, nobile italiano († 1717)
- 1641 - Dorotea Maria di Sassonia-Weimar, nobile tedesca († 1675)
- 1643 - Bahadur Shah I, sovrano indiano († 1712)
- 1644 - William Penn, politico e teologo britannico († 1718)
- 1648 - Giorgio Clerici, III marchese di Cavenago, nobile e politico italiano († 1736)
- 1653 - Marie Poussepin, religiosa francese († 1744)
- 1654 - Daniele III Giovanni Dolfin, politico, ambasciatore e nobile italiano († 1729)
- 1660 - Girolamo Gigli, letterato e commediografo italiano († 1722)
- 1660 - Domenico Piro, poeta italiano († 1696)
- 1663 - Giuseppe Cervi, medico italiano († 1748)
- 1668 - Caspar Commelin, botanico e medico olandese († 1731)
- 1672 - Giovan Battista Pistoi, fantino italiano († 1732)
- 1675 - William Legge, I conte di Dartmouth, nobile inglese († 1750)
- 1682 - Michael Heinrich Gribner, giurista tedesco († 1734)
- 1687 - Robert Simson, matematico scozzese († 1768)
- 1690 - Olivio Sozzi, pittore italiano († 1765)
- 1690 - Leopoldo Filippo d'Arenberg, politico spagnolo († 1754)

## XVIII secolo(37)
- 1704 - Giuseppe Maria Vaccari, organista e compositore italiano († 1766)
- 1712 - George Grenville, politico inglese († 1770)
- 1718 - Vito D'Anna, pittore italiano († 1769)
- 1726 - Charles Middleton, I barone Barham, ammiraglio britannico († 1813)
- 1727 - Cosimo Alessandro Collini, scienziato, filosofo e naturalista italiano († 1806)
- 1728 - Ubaldo Gandolfi, pittore italiano († 1781)
- 1733 - Carlo Giuseppe de Croix, generale austriaco († 1798)
- 1734 - Francis Lightfoot Lee, politico statunitense († 1797)
- 1735 - Angiolo Franceschi, arcivescovo cattolico italiano († 1806)
- 1737 - Arnaud de La Porte, magistrato e nobile francese († 1792)
- 1737 - José del Castillo, pittore e incisore spagnolo († 1793)
- 1739 - Giuseppe Gori, scultore italiano († 1815)
- 1742 - Catherine Ponsonby, nobildonna inglese († 1789)
- 1747 - Edmond Louis Alexis Dubois-Crancé, politico francese († 1814)
- 1754 - Maurice-François de Mac Mahon, generale francese († 1831)
- 1755 - Giuseppe Cassella, astronomo e matematico italiano († 1808)
- 1761 - Friederich Münter, vescovo luterano, archeologo e filologo tedesco († 1830)
- 1765 - Franciszek Borgiasz Mackiewicz, vescovo cattolico polacco († 1842)
- 1767 - Nicolas-Théodore de Saussure, biologo svizzero († 1845)
- 1771 - Antonio Tonduti de l'Escarène, militare e politico italiano († 1856)
- 1778 - Michel-Jacques-François Achard, generale francese († 1865)
- 1783 - Archibald Primrose, IV conte di Rosebery, nobile e politico britannico († 1868)
- 1784 - Benedetto Brunati, architetto e ingegnere italiano († 1862)
- 1784 - Ferdinando VII di Spagna, re († 1833)
- 1786 - Julius Jacob von Haynau, generale austriaco († 1853)
- 1787 - Eduard George Wilhelm von Langenau, militare, diplomatico e nobile austriaco († 1860)
- 1789 - Carlo Giuseppe Bertero, medico, botanico e fisico italiano († 1831)
- 1789 - Constant van Crombrugghe, presbitero fiammingo († 1865)
- 1790 - Thursday October Christian, politico britannico († 1831)
- 1792 - Bartolomeo Sestini, poeta italiano († 1822)
- 1793 - Erik Johan Stagnelius, poeta svedese († 1823)
- 1795 - Luigi Giura, ingegnere e architetto italiano († 1864)
- 1796 - Carlo Conti, compositore italiano († 1868)
- 1797 - Ida Pfeiffer, scrittrice e esploratrice austriaca († 1858)
- 1798 - Félix Duban, architetto francese († 1870)
- 1798 - Damiano Sauli, politico, ingegnere e militare italiano († 1860)
- 1800 - John Hogan, scultore irlandese († 1858)

## XIX secolo(146)
- 1801 - Joseph Plateau, fisico belga († 1883)
- 1801 - Armand Trousseau, medico francese († 1867)
- 1804 - Nicola Ardoino, patriota italiano († 1895)
- 1804 - Louis Delasiauve, psichiatra francese († 1893)
- 1804 - Dorothea von Ficquelmont, nobile russa († 1863)
- 1804 - Carl Timoleon von Neff, pittore estone († 1877)
- 1807 - Heinrich von Testa, diplomatico e nobile austriaco († 1876)
- 1812 - Carl Christoffer Georg Andræ, politico e matematico danese († 1893)
- 1812 - Karl Theodor Bayrhoffer, filosofo tedesco († 1888)
- 1814 - Thomas Davis, scrittore, poeta e giornalista irlandese († 1845)
- 1815 - Carl Wedl, patologo austriaco († 1891)
- 1816 - Tore Billing, pittore svedese († 1892)
- 1817 - Constant Bar, entomologo francese († 1878)
- 1819 - Ignazio Genuardi, politico italiano († 1883)
- 1819 - Eugène Lachat, arcivescovo cattolico svizzero († 1886)
- 1824 - Paolo Comotto, architetto italiano († 1897)
- 1824 - Adolphe-Joseph-Thomas Monticelli, pittore francese († 1886)
- 1824 - Giulio di Schleswig-Holstein-Sonderburg-Glücksburg, principe tedesco († 1903)
- 1825 - Giuseppe Bosia, politico e prefetto italiano († 1888)
- 1826 - Georges Mathias, compositore, pianista e insegnante francese († 1910)
- 1827 - Francesco Sebastiani, avvocato e politico italiano († 1878)
- 1829 - August Malmström, pittore e illustratore svedese († 1901)
- 1831 - Anna Rosa Gattorno, religiosa italiana († 1900)
- 1834 - Anatole De Baudot, architetto francese († 1915)
- 1834 - Carl Pauli, linguista e etruscologo tedesco († 1901)
- 1834 - Philipp Josef Pick, dermatologo austriaco († 1910)
- 1840 - Friedrich Kohlrausch, fisico tedesco († 1910)
- 1840 - Dmitrij Ivanovič Pisarev, saggista e giornalista russo († 1868)
- 1841 - Giuseppe Marcora, avvocato, politico e patriota italiano († 1927)
- 1842 - Francesco Rapisardi, architetto, scrittore e poeta italiano († 1936)
- 1844 - Ausano Labadini, patriota e funzionario italiano († 1916)
- 1845 - Mariano de Jesús Euse Hoyos, presbitero colombiano († 1926)
- 1845 - Otto Michael Ludwig Leichtenstern, medico tedesco († 1900)
- 1845 - Albert Maignan, pittore e illustratore francese († 1908)
- 1846 - Kazimierz Badeni, politico polacco († 1909)
- 1846 - Robert Leckie, calciatore scozzese († 1887)
- 1847 - Gustavo Cipriani, imprenditore e politico italiano († 1914)
- 1847 - Nicodemo Jadanza, geodeta e cartografo italiano († 1920)
- 1848 - Siegfried von Clary und Aldringen, diplomatico e nobile austriaco († 1929)
- 1850 - Andrea Balletti, storico, letterato e avvocato italiano († 1938)
- 1853 - Carlo Brighi, violinista e compositore italiano († 1915)
- 1853 - Axel Christian Zetlitz Kielland, politico norvegese († 1924)
- 1853 - Ciprian Porumbescu, compositore romeno († 1883)
- 1853 - Charles Newton Robinson, schermidore britannico († 1913)
- 1856 - Louis-Gustave Binger, ufficiale e esploratore francese († 1936)
- 1856 - Vernon Lee, scrittrice inglese († 1935)
- 1856 - Eliza Scidmore, fotografa, esploratrice e scrittrice statunitense († 1928)
- 1857 - Félix Soulès, scultore francese († 1904)
- 1859 - Ravachol, anarchico francese († 1892)
- 1861 - Joseph Dahlmann, missionario e gesuita tedesco († 1930)
- 1861 - Italo Ghersi, ingegnere e scrittore italiano († 1925)
- 1861 - Charles James William Grant, militare britannico († 1932)
- 1861 - Alois Mrštík, scrittore e drammaturgo ceco († 1925)
- 1862 - Aleksandr Ivanovič Gučkov, politico russo († 1936)
- 1863 - Achille Monti, medico italiano († 1937)
- 1864 - Stefan Żeromski, scrittore polacco († 1925)
- 1865 - Paul Arndt, archeologo tedesco († 1937)
- 1865 - Nikolaj Aleksandrovič Klodt von Jurgensburg, pittore e scenografo russo († 1918)
- 1866 - Raffaele Sammarco, scrittore e poeta italiano († 1931)
- 1866 - Amedeo Sandrini, avvocato e politico italiano († 1936)
- 1867 - Raymond de La Tailhède, poeta francese († 1938)
- 1867 - Masaoka Shiki, poeta, critico letterario e giornalista giapponese († 1902)
- 1867 - John Cunningham McLennan, fisico canadese († 1935)
- 1868 - Alessandro Padoa, matematico italiano († 1937)
- 1869 - Hugh Cecil, I barone Quickswood, politico britannico († 1956)
- 1869 - Joseph Duveen, mercante inglese († 1939)
- 1871 - Alexander von Zemlinsky, compositore e direttore d'orchestra austriaco († 1942)
- 1872 - Reggie Doherty, tennista britannico († 1910)
- 1872 - Giuseppe Levi, scienziato, medico e anatomista italiano († 1965)
- 1872 - Momcsilló Tapavicza, tennista, sollevatore e lottatore ungherese († 1949)
- 1873 - Ray Ewry, altista, lunghista e triplista statunitense († 1937)
- 1873 - Fernand Gregh, poeta francese († 1960)
- 1873 - Jules Rimet, dirigente sportivo francese († 1956)
- 1873 - Carlo Adolfo Schlatter, pittore e incisore svizzero († 1958)
- 1873 - José Serrano Simeón, pianista, compositore e musicologo spagnolo († 1941)
- 1874 - Thomas Ashby, archeologo britannico († 1931)
- 1874 - Robert Helbling, ingegnere, geologo e alpinista svizzero († 1954)
- 1876 - Jules Bonnot, anarchico francese († 1912)
- 1876 - Charles de Tricornot de Rose, militare e aviatore francese († 1916)
- 1877 - Alexander Chulaparambil, vescovo cattolico indiano († 1951)
- 1878 - Ildebrando Capatti, pittore e decoratore italiano († 1959)
- 1878 - Grace Drayton, fumettista e illustratrice statunitense († 1936)
- 1879 - Miles Franklin, scrittrice australiana († 1954)
- 1879 - Rafael de Nogales Méndez, militare, avventuriero e scrittore venezuelano († 1936)
- 1880 - Coit Albertson, attore statunitense († 1953)
- 1880 - Vilhelm Ekelund, poeta e scrittore svedese († 1949)
- 1882 - Pranciškus Budrys, presbitero lituano († 1937)
- 1882 - Enrique Ruiz Guiñazú, diplomatico e politico argentino († 1967)
- 1882 - Éamon de Valera, politico e patriota irlandese († 1975)
- 1883 - Angelo Sammarco, storico italiano († 1948)
- 1884 - Jimmy Conlin, attore statunitense († 1962)
- 1884 - Giovanni Desperati, chimico e falsario italiano († 1957)
- 1885 - Jack Britton, pugile statunitense († 1962)
- 1885 - Mario Calderini, militare italiano († 1936)
- 1885 - Giuseppe Cognata, vescovo cattolico italiano († 1972)
- 1885 - Fernand De Visscher, giurista e archeologo belga († 1964)
- 1885 - Murray Raney, ingegnere meccanico statunitense († 1966)
- 1886 - Michele Ferraiolo, patriota e militare italiano († 1943)
- 1887 - Raymond Dandy, attore, regista e produttore cinematografico francese († 1953)
- 1887 - Carlo Grano, cardinale italiano († 1976)
- 1887 - Pëtr Vasil'evič Miturič, pittore russo († 1956)
- 1888 - Bruno Adler, storico dell'arte e scrittore tedesco († 1968)
- 1888 - Adriano Barcelloni Corte, ingegnere, urbanista e politico italiano († 1980)
- 1888 - Joe Cottrill, mezzofondista britannico († 1972)
- 1888 - Alois Kwietek, calciatore austriaco († 1967)
- 1888 - Katherine Mansfield, scrittrice neozelandese († 1923)
- 1888 - Mike Pingitore, suonatore di banjo statunitense († 1952)
- 1888 - Pier Felice Stangoni, politico e giornalista italiano
- 1889 - Max Hoelz, politico tedesco († 1933)
- 1889 - Spencer Williams, compositore, pianista e cantante statunitense († 1965)
- 1890 - Frank Conroy, attore britannico († 1964)
- 1890 - Louis Delluc, regista cinematografico, sceneggiatore e critico cinematografico francese († 1924)
- 1890 - Dwight D. Eisenhower, generale e politico statunitense († 1969)
- 1890 - Constantin C. Nottara, violinista, compositore e critico musicale rumeno († 1951)
- 1891 - Ugo Donati, scrittore e giornalista svizzero († 1967)
- 1891 - Guglielmo Giannini, giornalista, politico e scrittore italiano († 1960)
- 1891 - Adolf Huschke, ciclista su strada e pistard tedesco († 1923)
- 1892 - Piet Bouman, calciatore olandese († 1980)
- 1892 - Andrej Ivanovič Erëmenko, generale sovietico († 1970)
- 1892 - Sumner Welles, politico e diplomatico statunitense († 1961)
- 1893 - Vitale Giovanni Gallina, diplomatico e politico italiano († 1961)
- 1893 - Lillian Gish, attrice statunitense († 1993)
- 1893 - Einar Halling-Johansson, calciatore svedese († 1958)
- 1893 - Renato Mucci, traduttore, poeta e giornalista italiano († 1976)
- 1894 - Edward Estlin Cummings, poeta, pittore e illustratore statunitense († 1962)
- 1894 - Mihály Földi, scrittore, giornalista e drammaturgo ungherese († 1943)
- 1894 - Michele Liverani, militare italiano († 1937)
- 1894 - Heinrich Lübke, politico tedesco († 1972)
- 1894 - Sail Mohamed, anarchico algerino († 1953)
- 1894 - Karel Plicka, regista e sceneggiatore cecoslovacco († 1987)
- 1894 - Percy Ernst Schramm, storico tedesco († 1970)
- 1895 - Callista di Lippe, tedesca († 1982)
- 1896 - Oscar Charleston, giocatore di baseball statunitense († 1954)
- 1896 - Wolf-Heinrich von Helldorf, generale e poliziotto tedesco († 1944)
- 1896 - Mara Čukleva, cantante e attrice bulgara
- 1897 - Edoardo Orabona, ingegnere italiano († 1973)
- 1897 - Harald Strøm, pattinatore di velocità su ghiaccio e calciatore norvegese († 1977)
- 1898 - Beniamino Bufano, scultore italiano († 1970)
- 1898 - Maurice Martenot, inventore francese († 1980)
- 1898 - Francesco Maugeri, ammiraglio italiano († 1978)
- 1898 - Helmuth von Pannwitz, generale tedesco († 1947)
- 1899 - A. Arnold Gillespie, scenografo e effettista statunitense († 1978)
- 1899 - Alan Washbond, bobbista statunitense († 1965)
- 1900 - William Edwards Deming, ingegnere, saggista e dirigente d'azienda statunitense († 1993)
- 1900 - Leone Lodi, scultore e pittore italiano († 1974)
- 1900 - Roland Penrose, pittore, storico e poeta britannico († 1984)

## XX secolo(804)
- 1901 - Attilio Biseo, aviatore e generale italiano († 1966)
- 1901 - Andrea Emo, filosofo italiano († 1983)
- 1901 - Georges Lampin, regista, sceneggiatore e attore francese († 1979)
- 1901 - Filippo Lo Giudice, politico italiano († 1963)
- 1902 - Sverre Berg-Johannesen, calciatore norvegese († 1954)
- 1902 - Maria Teresa Cristofano, poetessa e scrittrice italiana († 1992)
- 1902 - Learco Guerra, ciclista su strada, pistard e dirigente sportivo italiano († 1963)
- 1902 - René Hamel, ciclista su strada francese († 1992)
- 1902 - Gábor Szabó, calciatore ungherese († 1950)
- 1903 - Hans Hellmann, fisico e chimico tedesco († 1938)
- 1903 - José Luccioni, tenore francese († 1978)
- 1903 - Harold McCallister, pallanuotista statunitense († 1997)
- 1903 - Francesco Spezzano, avvocato e politico italiano († 1976)
- 1903 - Voldemārs Viņķis, calciatore lettone († 1954)
- 1904 - Michail Georgievič Pervuchin, politico e ingegnere sovietico († 1978)
- 1904 - Christian Pineau, politico francese († 1995)
- 1905 - Ruth Bernhard, fotografa tedesca († 2006)
- 1905 - Angelo Pasolini, calciatore italiano († 1959)
- 1906 - Hannah Arendt, storica, filosofa e politologa tedesca († 1975)
- 1906 - Eric George Bailey, poliziotto australiano († 1945)
- 1906 - Benita Hume, attrice inglese († 1967)
- 1906 - Uberto di Löwenstein-Wertheim-Freudenberg, giornalista, scrittore e politico tedesco († 1984)
- 1906 - Katsuo Takaishi, nuotatore giapponese († 1966)
- 1906 - Russell Thorson, attore statunitense († 1982)
- 1906 - Hasan al-Banna, politico e religioso egiziano († 1949)
- 1907 - Edgardo Castelli, avvocato e politico italiano († 1981)
- 1907 - Ignace Jay Gelb, archeologo statunitense († 1985)
- 1907 - Allan Jones, attore e tenore statunitense († 1992)
- 1907 - Pert Kelton, attrice statunitense († 1968)
- 1907 - Dino Manuzzi, dirigente sportivo e imprenditore italiano († 1982)
- 1907 - Vincenzo Milano, calciatore, ciclista su strada e rugbista a 15 italiano († 2000)
- 1907 - Pietro Vergani, politico, partigiano e sindacalista italiano († 1970)
- 1907 - Mario Visconti, schermidore italiano († 1972)
- 1908 - Rudolf Ismayr, sollevatore tedesco († 1998)
- 1908 - Giovanni Battista Scapinelli di Leguigno, arcivescovo cattolico e nobile italiano († 1971)
- 1909 - Mochitsura Hashimoto, militare giapponese († 2000)
- 1909 - Robert Mercier, calciatore francese († 1958)
- 1909 - Bernd Rosemeyer, pilota automobilistico tedesco († 1938)
- 1909 - Nino Sella, ciclista su strada italiano († 1994)
- 1910 - Erich Ehrlinger, militare, criminale di guerra e agente segreto tedesco († 2004)
- 1910 - John Wooden, allenatore di pallacanestro e cestista statunitense († 2010)
- 1911 - Lê Đức Thọ, rivoluzionario, militare e politico vietnamita († 1990)
- 1911 - Rezső Somlai, allenatore di calcio e calciatore ungherese († 1983)
- 1912 - Cui Wei, attore e regista cinese († 1979)
- 1912 - Theo Kitt, bobbista tedesco
- 1912 - Vlastimil Kopecký, calciatore cecoslovacco († 1967)
- 1912 - István Lukács, calciatore ungherese († 1960)
- 1912 - Mario Passante, attore cinematografico italiano († 1974)
- 1912 - Albert Richter, ciclista su strada e pistard tedesco († 1940)
- 1912 - Helmut Schelsky, sociologo tedesco († 1984)
- 1913 - Károly Ferencz, lottatore ungherese († 1984)
- 1913 - Larry Russell, compositore statunitense († 1954)
- 1914 - Remo Cantoni, filosofo italiano († 1978)
- 1914 - Raymond Davis Jr., chimico e fisico statunitense († 2006)
- 1914 - Mariano Fabiani, calciatore italiano
- 1914 - Panait Sarbu, ginecologo rumeno († 1983)
- 1914 - Michael D. Moore, attore e regista statunitense († 2013)
- 1915 - Loris Francesco Capovilla, cardinale e arcivescovo cattolico italiano († 2016)
- 1915 - Loras Joseph Watters, vescovo cattolico statunitense († 2009)
- 1916 - Jack Arnold, regista cinematografico statunitense († 1992)
- 1916 - Igino Eugenio Cardinale, arcivescovo cattolico italiano († 1983)
- 1916 - Muriel Frances Dana, attrice statunitense († 1997)
- 1916 - Angelo Fausto Vallainc, vescovo cattolico italiano († 1986)
- 1917 - Michele Boccassini, militare italiano († 1942)
- 1917 - Giancarlo Crespi, calciatore italiano
- 1917 - Ahmad Isma'il 'Ali, generale egiziano († 1974)
- 1917 - Isabel Robalino, avvocata, sindacalista e politica ecuadoriana († 2022)
- 1917 - Dante Schietroma, politico italiano († 2004)
- 1918 - Aldo Amadeo, politico italiano († 2002)
- 1918 - Hans Biallas, calciatore tedesco († 2009)
- 1918 - Thelma Coyne Long, tennista australiana († 2015)
- 1918 - Nikolaj Vasil'evič Ovčinnikov, pittore, storico dell'arte e critico d'arte russo († 2004)
- 1918 - Vladimir Jakovlevič Pereladov, militare sovietico († 2008)
- 1918 - Ruggero Salar, calciatore e allenatore di calcio italiano († 1996)
- 1918 - Gustave Van Overloop, ciclista su strada belga († 2005)
- 1919 - Buddy Anderson, trombettista statunitense († 1997)
- 1919 - Mary Carrillo, attrice spagnola († 2009)
- 1919 - Gaetano Forte, partigiano italiano († 1944)
- 1920 - Émile Bermyn, pallanuotista francese († 1973)
- 1920 - Giuseppe Burtone, militare, partigiano e politico italiano († 2009)
- 1920 - Edward Re, magistrato statunitense († 2006)
- 1921 - Mirko Andreoli, partigiano italiano († 1945)
- 1921 - Aldo Foglio, calciatore e allenatore di calcio italiano
- 1921 - Rufina Sergeevna Gaševa, militare sovietica († 2012)
- 1921 - Andrej Grigor'evič Kalënov, militare russo († 2011)
- 1921 - Luciano Lama, sindacalista, politico e partigiano italiano († 1996)
- 1922 - Salvatore Di Salvo, vescovo cattolico italiano († 2005)
- 1922 - Vincent de Paul Phạm Văn Dụ, vescovo cattolico vietnamita († 1998)
- 1922 - Leo Wätcher, dirigente d'azienda e impresario teatrale italiano († 2000)
- 1923 - Mariano Faraone, calciatore italiano († 2002)
- 1923 - Moses Mabhida, politico sudafricano († 1986)
- 1923 - Alicia Pietri, politica venezuelana († 2011)
- 1923 - Guido Quadri, calciatore e allenatore di calcio italiano
- 1924 - René Berton, ciclista su strada francese († 2006)
- 1924 - Gunnel Linde, scrittrice e giornalista svedese († 2014)
- 1924 - Mario Manfredi, driver italiano († 1961)
- 1924 - Michel Mirowski, cardiologo polacco († 1990)
- 1924 - Leo Sachs, biologo tedesco († 2013)
- 1924 - Miroslav Škeřík, cestista cecoslovacco († 2013)
- 1924 - Walter Suzzi, partigiano e antifascista italiano († 1944)
- 1924 - Robert Webber, attore statunitense († 1989)
- 1925 - Carlo Fermariello, politico e sindacalista italiano († 1997)
- 1925 - Vladimir Aleksandrovič Fetin, regista sovietico († 1981)
- 1925 - Johannes Geccelli, artista tedesco († 2011)
- 1925 - André-Jacques Marie, ex ostacolista francese
- 1925 - Michele Ranchetti, storico e traduttore italiano († 2008)
- 1925 - Carlo Raspagni, liutaio italiano († 1999)
- 1925 - Phillip Vallentine Tobias, paleontologo e medico sudafricano († 2012)
- 1925 - Gino Zanna, bobbista italiano († 2016)
- 1926 - Willy Alberti, cantante olandese († 1985)
- 1926 - Medhat Bahgat, cestista egiziano
- 1926 - Mario Di Lazzaro, matematico e politico italiano († 1996)
- 1926 - James Thomas, cantante e chitarrista statunitense († 1993)
- 1926 - Tadao Uesako, ginnasta giapponese († 1986)
- 1927 - Patricia Crowther, saggista e sacerdotessa britannica
- 1927 - Thomas Luckmann, sociologo e filosofo austriaco († 2016)
- 1927 - Roger Moore, attore britannico († 2017)
- 1927 - Emil Pažický, calciatore cecoslovacco († 2003)
- 1928 - Arnfinn Bergmann, saltatore con gli sci norvegese († 2011)
- 1928 - Giovanni Bortot, politico e partigiano italiano († 2020)
- 1928 - Gary Graffman, pianista, docente e manager statunitense
- 1928 - Héctor Rial, calciatore argentino († 1991)
- 1929 - Giovanni Gandini, editore, scrittore e disegnatore italiano († 2006)
- 1929 - Karl Robatsch, scacchista e botanico austriaco († 2000)
- 1929 - Vittorio Salvatori, avvocato e politico italiano († 2023)
- 1930 - Nello Bellei, driver italiano († 2006)
- 1930 - Josep Brunet, cestista spagnolo († 2014)
- 1930 - Schafik Hándal, rivoluzionario e politico salvadoregno († 2006)
- 1930 - Dick Harter, allenatore di pallacanestro statunitense († 2012)
- 1930 - Renate-Charlotte Rabbethge, politica tedesca († 2021)
- 1930 - Mobutu Sese Seko, politico e militare della Repubblica Democratica del Congo († 1997)
- 1931 - Nikhil Banerjee, compositore e musicista indiano († 1986)
- 1931 - Rinus Bennaars, calciatore olandese († 2021)
- 1931 - Heinz Fütterer, velocista tedesco († 2019)
- 1931 - Duško Gojković, trombettista, compositore e arrangiatore serbo († 2023)
- 1931 - Rafael Puyana, clavicembalista colombiano († 2013)
- 1932 - Jacqueline Beer, attrice francese
- 1932 - Francisco Caballer, hockeista su prato spagnolo († 2011)
- 1932 - Enrico Di Giuseppe, tenore statunitense († 2005)
- 1932 - Don Guidice, montatore statunitense († 2010)
- 1932 - Joseph Keith Symons, vescovo cattolico statunitense
- 1932 - Wolf Vostell, pittore e scultore tedesco († 1998)
- 1933 - Gabriel Aresti, scrittore e poeta spagnolo († 1975)
- 1933 - Wilfried Dietrich, lottatore tedesco († 1992)
- 1933 - Ronald Emblen, ballerino britannico († 2003)
- 1934 - Horacio Accavallo, pugile argentino († 2022)
- 1934 - Luigi Farace, manager e politico italiano († 2018)
- 1934 - Matti Nenonen, ex cestista finlandese
- 1934 - Ljubomir Popović, pittore serbo († 2016)
- 1934 - Tommy Robb, pilota motociclistico britannico († 2024)
- 1935 - Ralph Dupas, pugile statunitense († 2008)
- 1935 - Marlaena Kessick, musicista italiana
- 1935 - Blackjack Lanza, wrestler statunitense († 2021)
- 1935 - Bruno Michaud, calciatore svizzero († 1997)
- 1935 - La Monte Young, compositore, musicista e artista statunitense
- 1936 - Emma Danieli, attrice e annunciatrice televisiva italiana († 1998)
- 1936 - Vittorio Franceschi, attore teatrale, regista e drammaturgo italiano
- 1936 - Maria Pia Gardini, imprenditrice italiana († 2012)
- 1936 - Hans Kraay, calciatore, allenatore di calcio e dirigente sportivo olandese († 2017)
- 1936 - Richard Luce, barone Luce, politico inglese
- 1936 - Halvor Malm, sciatore alpino e allenatore di sci alpino norvegese († 2022)
- 1936 - Cynthia McLeod, scrittrice e storica olandese
- 1936 - Carrie Nye, attrice statunitense († 2006)
- 1936 - Carlo Pace, politico italiano († 2017)
- 1936 - Gianni Rossi, calciatore e allenatore di calcio italiano († 2021)
- 1936 - Jürg Schubiger, scrittore e psicologo svizzero († 2014)
- 1936 - Fuyumi Shiraishi, attrice e doppiatrice giapponese († 2019)
- 1936 - Dyanne Thorne, attrice e modella statunitense († 2020)
- 1937 - Carroll Ballard, regista statunitense
- 1937 - Visconti Follador, ex calciatore italiano
- 1937 - Leonid Kolumbet, pistard sovietico († 1983)
- 1937 - Mirella Pace, doppiatrice e direttrice del doppiaggio italiana († 2023)
- 1937 - Joan Piñol, ex calciatore spagnolo
- 1937 - Lawrence Thornton, scrittore statunitense
- 1938 - John Dean, avvocato e scrittore statunitense
- 1938 - Farah Diba, imperatrice iraniana
- 1938 - Salvatore Forte, politico italiano
- 1938 - Melba Montgomery, cantautrice statunitense († 2025)
- 1938 - Juan Guillermo Thompson, cestista cileno († 1995)
- 1939 - Enrico Guidoni, storico italiano († 2007)
- 1939 - Ralph Lauren, stilista e imprenditore statunitense
- 1939 - Zvi Lubezki, ex cestista e allenatore di pallacanestro israeliano
- 1939 - Edoardo Menichelli, cardinale e arcivescovo cattolico italiano
- 1939 - Riccardo Risaliti, pianista italiano
- 1939 - Callista Roy, religiosa e infermiera statunitense
- 1939 - Glauco Tomasin, allenatore di calcio e ex calciatore italiano
- 1939 - Litokwa Tomeing, politico marshallese († 2020)
- 1939 - Paolo Valesio, scrittore, saggista e critico letterario italiano
- 1940 - Mariolina De Fano, attrice e comica italiana († 2020)
- 1940 - Donna Floyd, ex tennista statunitense
- 1940 - Takis Fotopoulos, economista, filosofo e saggista greco
- 1940 - Oliviero Prunas, attore e imprenditore italiano († 2014)
- 1940 - Cliff Richard, musicista, cantante e attore inglese
- 1940 - Christopher Timothy, attore, regista televisivo e scrittore gallese
- 1941 - Adriano Biasutti, politico italiano († 2010)
- 1941 - Peter Ducke, ex calciatore tedesco orientale
- 1941 - José Manuel Félix Magdalena, pittore e scultore spagnolo
- 1941 - Livia Giampalmo, attrice, doppiatrice e regista italiana
- 1941 - Roberto Nigido, diplomatico italiano
- 1941 - Ileana Silai, mezzofondista rumena († 2025)
- 1941 - Roger Taylor, ex tennista britannico
- 1941 - Jean-Claude Vaucard, progettista, ingegnere e pilota di rally francese
- 1942 - Charlie Cooke, ex calciatore e allenatore di calcio scozzese
- 1942 - Roberto Della Casa, attore, comico e cabarettista italiano
- 1942 - Nicholas Halsted, schermidore britannico († 2007)
- 1942 - Mario Magnotta, operaio italiano († 2009)
- 1942 - Péter Nádas, scrittore, giornalista e drammaturgo ungherese
- 1942 - Gérard Prunier, storico francese
- 1942 - Óscar Sevilla Rosas, ex cestista peruviano
- 1942 - Billy Taylor Jr., hockeista su ghiaccio canadese († 1979)
- 1942 - José Viegas Filho, diplomatico e politico brasiliano
- 1942 - Alfredo Zanazzo, basso italiano
- 1943 - Kiril Dojčinovski, calciatore e allenatore di calcio macedone († 2022)
- 1943 - Andrej Glavan, vescovo cattolico sloveno
- 1943 - Lois Hamilton, modella e attrice statunitense († 1999)
- 1943 - Mohammad Khatami, filosofo e politico iraniano
- 1943 - Marin Kovačić, allenatore di calcio e calciatore croato († 2016)
- 1943 - Guerrino Tosello, ex ciclista su strada italiano
- 1944 - Christian Bujeau, attore, regista teatrale e insegnante francese
- 1944 - Serghei Covaliov, canoista rumeno († 2011)
- 1944 - Şerif Gören, regista e sceneggiatore turco († 2024)
- 1944 - Udo Kier, attore tedesco
- 1944 - Lee Byung-hoon, regista televisivo e produttore televisivo sudcoreano
- 1944 - Luis Marotte, ex calciatore uruguaiano
- 1944 - Douglas McMillan, ex calciatore e allenatore di calcio scozzese
- 1944 - Romeo Paparesta, ex arbitro di calcio italiano
- 1944 - Ivan Ruggeri, imprenditore e dirigente sportivo italiano († 2013)
- 1944 - Dave Schellhase, ex cestista e allenatore di pallacanestro statunitense
- 1945 - Alan Blinder, economista e politico statunitense
- 1945 - Colin Hodgkinson, bassista britannico
- 1945 - Georgi Hristov, cestista bulgaro († 2016)
- 1945 - Jyrki Immonen, ex cestista finlandese
- 1945 - Daan Jippes, fumettista olandese
- 1945 - Pierluigi Polverari, politico italiano († 2013)
- 1945 - Allan Stone, ex tennista australiano
- 1945 - Lucio Testa, regista televisivo italiano († 2014)
- 1945 - Valerij Vojkin, pesista sovietico († 2020)
- 1946 - Abe van den Ban, ex calciatore olandese
- 1946 - François Bozizé, politico centrafricano
- 1946 - António José Conceição Oliveira, allenatore di calcio e ex calciatore portoghese
- 1946 - Dario Farina, compositore, cantante e produttore discografico italiano
- 1946 - Giuseppe Fortunato, politico italiano
- 1946 - Bob Grant, giocatore di football americano statunitense († 2024)
- 1946 - Gian Carlo Grassi, alpinista italiano († 1991)
- 1946 - Skip Harlicka, ex cestista statunitense
- 1946 - Justin Hayward, chitarrista e cantante inglese
- 1946 - Katy Manning, attrice britannica
- 1946 - Dan McCafferty, cantante scozzese († 2022)
- 1946 - Alberto Reif, calciatore italiano († 2012)
- 1946 - Orlando Urdaneta, attore venezuelano
- 1946 - Craig Venter, biologo statunitense
- 1946 - Pavel Čuchraj, regista e sceneggiatore russo
- 1947 - Al Atkins, cantante britannico
- 1947 - Norman Harris, chitarrista, cantautore e produttore discografico statunitense († 1987)
- 1947 - Charlie Joiner, ex giocatore di football americano statunitense
- 1947 - Dušan Krchňák, ex arbitro di calcio cecoslovacco
- 1947 - Bob Kuechenberg, giocatore di football americano statunitense († 2019)
- 1947 - Robert Mintkiewicz, ex ciclista su strada francese
- 1947 - Nikolai Volkoff, wrestler statunitense († 2018)
- 1947 - Rikky von Opel, pilota di Formula 1 liechtensteinese
- 1947 - Yonfan, regista, sceneggiatore e fotografo hongkonghese
- 1947 - Juan del Río Martín, arcivescovo cattolico spagnolo († 2021)
- 1948 - Marcia Barrett, cantante giamaicana
- 1948 - Eduardo Bonomi, politico e guerrigliero uruguaiano († 2022)
- 1948 - André Guesdon, allenatore di calcio e calciatore francese († 2020)
- 1948 - Gerard Murphy, attore irlandese († 2013)
- 1949 - Carlo Ballesi, politico italiano
- 1949 - Françoise Pascal, attrice mauriziana
- 1949 - Cristina García Rodero, fotografa e fotoreporter spagnola
- 1950 - Allan Cole, ex calciatore e allenatore di calcio giamaicano
- 1950 - Alda D'Eusanio, giornalista, conduttrice televisiva e opinionista italiana
- 1950 - Kate Grenville, scrittrice australiana
- 1950 - Kurt Jara, allenatore di calcio e ex calciatore austriaco
- 1950 - Charlie Kosei, musicista giapponese
- 1950 - Francisco Javier López García, ex calciatore spagnolo
- 1950 - Augusto Michelotti, politico sammarinese
- 1950 - Rudy Rotta, chitarrista, cantante e compositore italiano († 2017)
- 1950 - Sheila Young, ex pattinatrice di velocità su ghiaccio e ex pistard statunitense
- 1951 - Carlos Loredo, calciatore cubano († 1998)
- 1951 - Ștefan Sameș, calciatore rumeno († 2011)
- 1951 - John Sumner, attore inglese
- 1951 - Andrew Taylor, scrittore britannico
- 1952 - Harry Anderson, attore e cabarettista statunitense († 2018)
- 1952 - Nikolaj Andrianov, ginnasta sovietico († 2011)
- 1952 - Dan Ar Wern, scrittore e poeta francese
- 1952 - Sergio Atzeni, scrittore, giornalista e traduttore italiano († 1995)
- 1952 - Rick Aviles, attore e comico statunitense († 1995)
- 1952 - Walter Grezzani, ex calciatore italiano
- 1952 - Banyen Rakkaen, cantante thailandese
- 1952 - Paolo Rocca, imprenditore italiano
- 1952 - Steve Rothman, politico e avvocato statunitense
- 1952 - Kaija Saariaho, compositrice finlandese († 2023)
- 1952 - Dan Spivey, ex wrestler statunitense
- 1952 - Joris Vercammen, arcivescovo vetero-cattolico belga
- 1952 - Juan Antonio Zaldua, ex calciatore spagnolo
- 1953 - Michele Ascolese, chitarrista italiano
- 1953 - Greg Evigan, attore statunitense
- 1953 - Linda Johnson, giocatrice di poker statunitense
- 1953 - Bobby Joe Long, serial killer e militare statunitense († 2019)
- 1953 - Aldo Maldera, calciatore e dirigente sportivo italiano († 2012)
- 1953 - Richard Christian Matheson, scrittore statunitense
- 1953 - Joseph Nguyễn Đức Cường, vescovo cattolico vietnamita
- 1953 - Kazumi Watanabe, chitarrista e compositore giapponese
- 1954 - Bang Dae-du, ex lottatore sudcoreano
- 1954 - Suzanne Bonamici, politica e avvocato statunitense
- 1954 - Gerhard Breitenberger, ex calciatore austriaco
- 1954 - Neşe Erberk, modella turca
- 1954 - Ray Williams, cestista statunitense († 2013)
- 1955 - Federico Ghizzoni, banchiere italiano
- 1955 - Gustavo Montesano, cantante, bassista e chitarrista argentino
- 1955 - Anton Pichler, ex calciatore austriaco
- 1955 - Arleen Sorkin, attrice, doppiatrice e conduttrice televisiva statunitense († 2023)
- 1955 - Angelo Zucchi, politico italiano
- 1956 - Chris Bangle, designer statunitense
- 1956 - Harald Karger, ex calciatore tedesco
- 1956 - Constanze Krehl, politica tedesca
- 1956 - Peter Lüscher, ex sciatore nautico e sciatore alpino svizzero
- 1956 - Bruce MacVittie, attore statunitense († 2022)
- 1956 - Giuseppe Menozzi, pittore italiano
- 1956 - Jiří Pokorný, ex pistard ceco
- 1957 - Michel Ettorre, allenatore di calcio e ex calciatore francese
- 1957 - Laura Motta, ex sciatrice alpina italiana
- 1957 - Gerhard Oechsle, bobbista tedesco
- 1957 - Duilio Pizzocchi, comico e cabarettista italiano
- 1957 - Sue Saliba, ex tennista australiana
- 1957 - Rafael Soto, cavaliere spagnolo
- 1957 - Ikuo Takahara, ex calciatore giapponese
- 1957 - Enzo Traverso, storico italiano
- 1958 - Amato Berardi, politico italiano
- 1958 - Thomas Dolby, musicista, compositore e imprenditore britannico
- 1958 - Giuseppe Fioroni, politico italiano
- 1958 - Claude Reiter, ex calciatore lussemburghese
- 1958 - Jeannot Reiter, ex calciatore lussemburghese
- 1958 - Isabel Sabogal, scrittrice, poetessa e traduttrice peruviana
- 1958 - Silvio Scaglia, imprenditore, dirigente d'azienda e ingegnere italiano
- 1958 - Alfred Xuereb, arcivescovo cattolico maltese
- 1959 - Cannelle, ex modella, showgirl e cantante francese
- 1959 - Matilde Celentano, politica e medico italiana
- 1959 - Fabio Ferrari, attore italiano
- 1959 - Aleksej Kasatonov, ex hockeista su ghiaccio, allenatore di hockey su ghiaccio e dirigente sportivo russo
- 1959 - A.J. Pero, batterista statunitense († 2015)
- 1959 - Ricardo Zielinski, allenatore di calcio e ex calciatore argentino
- 1960 - Carla Camurati, regista cinematografica, attrice e regista teatrale brasiliana
- 1960 - Steve Cram, ex mezzofondista britannico
- 1960 - Kayhan Kaynak, calciatore turco († 1994)
- 1960 - Kiko Zambianchi, cantante e chitarrista brasiliano
- 1961 - Romulus Gabor, ex calciatore e allenatore di calcio rumeno
- 1961 - Brian Laws, ex calciatore e allenatore di calcio inglese
- 1961 - Irina Levčenko, ex cestista sovietica
- 1961 - Isaac Mizrahi, stilista statunitense
- 1961 - Barbara Pedri, giornalista italiana
- 1961 - Gegè Telesforo, cantante, musicista e conduttore televisivo italiano
- 1962 - Maurizio Conti, ex ciclista su strada italiano
- 1962 - Jaan Ehlvest, scacchista estone
- 1962 - Trevor Goddard, attore inglese († 2003)
- 1962 - Giovanni Grasso, giornalista, scrittore e autore televisivo italiano
- 1962 - Carlos Peralta, ex giocatore di calcio a 5 paraguaiano
- 1962 - Shahar Perkiss, ex tennista israeliano
- 1962 - Carl Thackery, mezzofondista e maratoneta britannico
- 1963 - Massimiliano Amato, attore, regista e sceneggiatore italiano
- 1963 - Carsten Bachke, ex calciatore norvegese
- 1963 - Monica Bonetto, doppiatrice e critica teatrale italiana († 2017)
- 1963 - Jed Brophy, attore neozelandese
- 1963 - Keith Byars, ex giocatore di football americano statunitense
- 1963 - Jorge Gabrich, ex calciatore argentino
- 1963 - Kim Mi-kyung, attrice sudcoreana
- 1963 - Frédéric Lefebvre, politico francese
- 1963 - Li Huifen, ex tennistavolista cinese
- 1963 - Maria Lundqvist, attrice svedese
- 1963 - Luca Maestri, dirigente d'azienda italiano
- 1963 - Andrus Nagel, ex cestista estone
- 1963 - Lori Petty, attrice statunitense
- 1963 - Andreas Reisinger, allenatore di calcio e ex calciatore austriaco
- 1963 - Alessandro Safina, tenore e cantante italiano
- 1963 - Andrzej Sypytkowski, ex ciclista su strada polacco
- 1964 - Cristiano Bergodi, allenatore di calcio e ex calciatore italiano
- 1964 - Ludo Dierckxsens, ciclista su strada belga († 2025)
- 1964 - Josef Heumann, ex combinatista nordico e saltatore con gli sci tedesco
- 1964 - David Kaye, doppiatore canadese
- 1964 - Chris Thomas King, cantante e attore statunitense
- 1964 - Gabriella Labate, showgirl, attrice e coreografa italiana
- 1964 - Robin Laws, autore di giochi e scrittore canadese
- 1964 - Paul Palmer, ex giocatore di football americano statunitense
- 1965 - Steve Coogan, attore, comico e produttore televisivo britannico
- 1965 - Wanda Guyton, ex cestista e allenatrice di pallacanestro statunitense
- 1965 - Jüri Jaanson, canottiere e politico estone
- 1965 - Karyn White, cantante, compositrice e designer statunitense
- 1966 - Elisa Anzaldo, giornalista e conduttrice televisiva italiana
- 1966 - Lorenzo Cicconi Massi, fotografo e regista italiano
- 1966 - José Manuel González López, allenatore di calcio e ex calciatore spagnolo
- 1966 - Massimo Ienca, dirigente sportivo italiano
- 1966 - Paula Jones, funzionaria statunitense
- 1966 - Brenda K. Starr, cantante statunitense
- 1966 - Alessandro Ruben, politico e avvocato italiano
- 1966 - Giuseppe Scienza, allenatore di calcio e ex calciatore italiano
- 1967 - Oscar Bertone, ex tuffatore italiano
- 1967 - Andrej Dobovičnik, allenatore di calcio a 5 e ex giocatore di calcio a 5 sloveno
- 1967 - Heidi Hauge, cantante norvegese
- 1967 - Katja Lesjak, ex sciatrice alpina slovena
- 1967 - Francesco Manneschi, ex tennistavolista italiano
- 1967 - Carlos Antonio Muñoz, calciatore ecuadoriano († 1993)
- 1967 - Gérald de Palmas, cantautore francese
- 1967 - Jason Plato, pilota automobilistico e conduttore televisivo britannico
- 1967 - Alain Roche, ex calciatore francese
- 1967 - Savanna Samson, ex attrice pornografica statunitense
- 1968 - Robert C. Cooper, sceneggiatore, produttore cinematografico e regista canadese
- 1968 - Enzo Cursio, attivista e giornalista italiano
- 1968 - Federica Foghetti, ex pentatleta italiana
- 1968 - Richard Hart, ex giocatore di curling canadese
- 1968 - Matthew Le Tissier, ex calciatore e conduttore televisivo inglese
- 1968 - Hilaire Onwanlélé, ex altista gabonese
- 1968 - Dwayne Schintzius, cestista statunitense († 2012)
- 1968 - Gabriela Șchiopu, ex cestista rumena
- 1968 - David Solé, ex cestista spagnolo
- 1968 - Dirk von Zitzewitz, ex pilota motociclistico e copilota di rally tedesco
- 1969 - Christophe Agou, fotografo francese († 2015)
- 1969 - Karsten Baumann, allenatore di calcio e ex calciatore tedesco
- 1969 - P.J. Brown, ex cestista statunitense
- 1969 - Tim Burroughs, ex cestista statunitense
- 1969 - Dou Wei, cantante, musicista e compositore cinese
- 1969 - Vikter Duplaix, cantautore, produttore discografico e disc jockey statunitense
- 1969 - Stephen Duval, ex giocatore di calcio a 5 australiano
- 1969 - Walter Little, ex rugbista a 15, allenatore di rugby a 15 e imprenditore neozelandese
- 1969 - Viktor Onopko, allenatore di calcio e ex calciatore russo
- 1969 - Carlos Ruf, ex cestista spagnolo
- 1969 - Martin Spanring, ex calciatore tedesco
- 1969 - David Strickland, attore statunitense († 1999)
- 1969 - Sergio Zárate, procuratore sportivo e ex calciatore argentino
- 1969 - Dmitrij Ždanov, ex ciclista su strada e pistard russo
- 1970 - Andrea Costa, politico italiano
- 1970 - Jim Jackson, ex cestista statunitense
- 1970 - Christopher Ohen, ex calciatore nigeriano
- 1970 - Daniela Peštová, supermodella ceca
- 1970 - Matteo Scanni, giornalista e regista italiano († 2022)
- 1970 - Jon Seda, attore e pugile statunitense
- 1970 - Pär Zetterberg, ex calciatore svedese
- 1971 - Christian Antonini, scrittore italiano
- 1971 - Alessandro Ballico, doppiatore italiano
- 1971 - Jorge Costa, calciatore, allenatore di calcio e dirigente sportivo portoghese († 2025)
- 1971 - Roberta Ferrero, politica italiana
- 1971 - Megan Gerety, ex sciatrice alpina statunitense
- 1971 - Frédéric Guesdon, dirigente sportivo e ex ciclista su strada francese
- 1971 - Jyrki Katainen, politico finlandese
- 1971 - Alexandra Lamy, attrice francese
- 1971 - Beatrice Lorenzin, politica italiana
- 1971 - Alessandra Priante, economista italiana
- 1971 - Licia Verde, cosmologa e astrofisica italiana
- 1971 - Frank Wycheck, giocatore di football americano statunitense († 2023)
- 1972 - Zoya Akhtar, regista e sceneggiatrice indiana
- 1972 - Nyomi Banxxx, ex attrice pornografica statunitense
- 1972 - Erika De Lone, ex tennista statunitense
- 1972 - Birgit Heeb, ex sciatrice alpina liechtensteinese
- 1972 - Ferenc Hámori, ex calciatore ungherese
- 1972 - Yalçın Koşukavak, allenatore di calcio e ex calciatore turco
- 1972 - Miguel Ángel Martín Perdiguero, ex ciclista su strada spagnolo
- 1972 - Bert Roesems, ex ciclista su strada belga
- 1972 - Mirjana Tabak, ex cestista croata
- 1973 - Steven Bradbury, ex pattinatore di short track australiano
- 1973 - Arnbjørn Danielsen, ex calciatore faroese
- 1973 - Silvia De Santis, attrice e filologa italiana
- 1973 - André Gusperti, ex nuotatore italiano
- 1973 - Þórður Guðjónsson, ex calciatore islandese
- 1973 - Fabián O'Neill, calciatore uruguaiano († 2022)
- 1973 - Jason Manuel Olazabal, attore statunitense
- 1973 - Jeff Salzenstein, ex tennista statunitense
- 1973 - Cláudio Roberto Souza, ex velocista brasiliano
- 1973 - DeJuan Wheat, ex cestista statunitense
- 1974 - Emanuele Casale, compositore italiano
- 1974 - Jessica Drake, attrice pornografica, regista e educatrice statunitense
- 1974 - Project Itoh, scrittore giapponese († 2009)
- 1974 - Horace Jenkins, ex cestista statunitense
- 1974 - Natalie Maines, cantante statunitense
- 1974 - Giampiero Mazzi, ex rugbista a 15 e allenatore di rugby a 15 italiano
- 1974 - Giovanni Pérez, calciatore venezuelano († 2022)
- 1974 - Viktor Röthlin, ex maratoneta svizzero
- 1974 - Tomislav Rukavina, allenatore di calcio e ex calciatore croato
- 1974 - Carlos Alejandro Sierra Fumero, ex calciatore spagnolo
- 1974 - Géiner Segura, ex calciatore costaricano
- 1974 - Tümer Metin, ex calciatore turco
- 1974 - Kim Williams, ex cestista statunitense
- 1975 - Fabrizio Catalano, regista e drammaturgo italiano
- 1975 - Michael Duberry, ex calciatore inglese
- 1975 - Amber Guaraglia, ex sciatrice alpina statunitense
- 1975 - Floyd Landis, ex ciclista su strada e mountain biker statunitense
- 1975 - Shaznay Lewis, cantante britannica
- 1975 - Regina Egle Liotta, attivista italiana
- 1975 - Iván Parra, ex ciclista su strada colombiano
- 1975 - Mark Siebeck, ex pallavolista tedesco
- 1975 - Brandon Slay, ex lottatore statunitense
- 1975 - Carlos Spencer, ex rugbista a 15 e allenatore di rugby a 15 neozelandese
- 1976 - Bruno Aeberhard, bobbista svizzero
- 1976 - Chang Chen, attore taiwanese
- 1976 - Gökhan Özoğuz, cantante e chitarrista turco
- 1976 - Hakan Özoğuz, chitarrista turco
- 1976 - Daniel Tjärnqvist, ex hockeista su ghiaccio svedese
- 1976 - Atvars Tribuncovs, hockeista su ghiaccio lettone
- 1976 - Andreas Widhölzl, ex saltatore con gli sci austriaco
- 1977 - Cyril Abiteboul, ingegnere e dirigente d'azienda francese
- 1977 - Aaron Armstrong, velocista trinidadiano
- 1977 - Zoran Banović, ex calciatore montenegrino
- 1977 - Bianca Beauchamp, modella e attrice pornografica canadese
- 1977 - Joey Didulica, ex calciatore croato
- 1977 - Virva Junkkari, ex calciatrice finlandese
- 1977 - Kojiro Kaimoto, ex calciatore giapponese
- 1977 - Angelo Lancelotti, pilota automobilistico italiano
- 1977 - Asier Maeztu, ex pistard spagnolo
- 1977 - Domenico Marino, carabiniere italiano
- 1977 - Violetta Oblinger Peters, canoista austriaca
- 1977 - Andrés Pelussi, ex cestista argentino
- 1977 - Adam Pengilly, skeletonista britannico
- 1977 - Clive Platt, ex calciatore inglese
- 1977 - Kelly Schumacher, ex cestista, ex pallavolista e allenatrice di pallacanestro statunitense
- 1977 - Remy Shand, cantautore e compositore canadese
- 1977 - Peter Sohn, regista e doppiatore statunitense
- 1977 - Juan Ernesto Soto, arbitro di calcio argentino
- 1977 - Daniel Torres, ex calciatore costaricano
- 1977 - Jun Uchida, ex calciatore giapponese
- 1977 - Tania Young, conduttrice televisiva francese
- 1978 - Justin Lee Brannan, cantante e chitarrista statunitense
- 1978 - Maki Eguchi, ex cestista giapponese
- 1978 - Allison Forsyth, ex sciatrice alpina canadese
- 1978 - Paul Hunter, giocatore di snooker britannico († 2006)
- 1978 - Mareile Bettina Moeller, attrice e doppiatrice tedesca
- 1978 - Usher, cantautore, ballerino e attore statunitense
- 1978 - Kathleen Rubins, ex astronauta statunitense
- 1978 - Juan Samudio, ex calciatore paraguaiano
- 1978 - Alonso Solís, ex calciatore costaricano
- 1978 - Steven Howard Thompson, ex calciatore scozzese
- 1978 - Javon Walker, giocatore di football americano statunitense
- 1979 - Olivier Bernard, ex calciatore francese
- 1979 - Errico Buonanno, scrittore e giornalista italiano
- 1979 - Clarke Carlisle, ex calciatore inglese
- 1979 - Colin Furze, youtuber, stuntman e inventore inglese
- 1979 - Stacy Keibler, attrice, ballerina e ex wrestler statunitense
- 1979 - Cristina Matei, ex cestista rumena
- 1979 - Mindaugas Mizgaitis, lottatore lituano
- 1979 - Cédric Moubamba, calciatore gabonese
- 1979 - Fabrizio Nevola, attore italiano
- 1979 - Marcus Paus, compositore norvegese
- 1979 - Guillermo Pérez, taekwondoka messicano
- 1979 - Rodrigo Tello, ex calciatore cileno
- 1979 - Won Hye-gyeong, ex pattinatrice di short track sudcoreana
- 1980 - Paúl Ambrosi, ex calciatore ecuadoriano
- 1980 - Cansu Dere, attrice e modella turca
- 1980 - Kris Freeman, ex fondista statunitense
- 1980 - Robert Guilling, ex calciatore gibilterriano
- 1980 - Victoraș Iacob, ex calciatore rumeno
- 1980 - Audrey Marnay, supermodella francese
- 1980 - Nicolas Maury, attore e regista francese
- 1980 - Claudia Mazzoni, pallavolista italiana
- 1980 - Jordan Minev, ex calciatore bulgaro
- 1980 - Veselin Minev, ex calciatore bulgaro
- 1980 - Oh Yoon-ah, attrice sudcoreana
- 1980 - Paolo Ramora, ex calciatore italiano
- 1980 - Susan Sideropoulos, attrice e conduttrice televisiva tedesca
- 1980 - Adrienn Szathmáry, pentatleta ungherese
- 1980 - Ben Whishaw, attore britannico
- 1980 - Yun Mi-kyung, fumettista sudcoreana
- 1981 - Ruslan Alechna, cantante bielorusso
- 1981 - Jordan Brower, attore statunitense
- 1981 - Roy Chiu, cantante e attore taiwanese
- 1981 - Michail Elgin, tennista russo
- 1981 - Federica Piovano, golfista italiana
- 1981 - Carolina Ruiz, allenatrice di sci alpino e ex sciatrice alpina spagnola
- 1982 - Vladimir Djatčin, nuotatore russo
- 1982 - Joe Keenan, ex calciatore inglese
- 1982 - Alessandro Magro, allenatore di pallacanestro italiano
- 1982 - Guillem Rubio, ex cestista spagnolo
- 1982 - Marc Ryan, pistard neozelandese
- 1982 - Benh Zeitlin, regista, sceneggiatore e compositore statunitense
- 1983 - Renato Civelli, ex calciatore argentino
- 1983 - Betty Heidler, martellista tedesca
- 1983 - Vanessa Lane, attrice pornografica statunitense
- 1983 - Lin Dan, ex giocatore di badminton cinese
- 1983 - Richard Mateelong, siepista keniota
- 1983 - Robert Miller, militare statunitense († 2008)
- 1983 - David Oakes, attore britannico
- 1983 - Zeshan Rehman, ex calciatore inglese
- 1983 - Manuel Rosas Arreola, ex calciatore messicano
- 1983 - Jessica Smith, pattinatrice di short track statunitense
- 1983 - Alexander Straub, astista tedesco
- 1983 - Murat Swyumağambetov, ex calciatore kazako
- 1983 - Ingri Aunet Tyldum, ex fondista norvegese
- 1983 - Carolina Varchi, politica italiana
- 1983 - Salvo Vinci, cantautore italiano
- 1983 - Brandon Weeden, ex giocatore di baseball e giocatore di football americano statunitense
- 1984 - Karen Bardsley, ex calciatrice inglese
- 1984 - Svetlana Bol'šakova, triplista russa
- 1984 - Federico Coppitelli, allenatore di calcio italiano
- 1984 - Aleksandr Dancev, allenatore di calcio e ex calciatore russo
- 1984 - Jason Davis, attore e doppiatore statunitense († 2020)
- 1984 - Gregory Dean, ballerino britannico
- 1984 - Jaime Espinal, lottatore dominicano
- 1984 - Jonas Ivens, ex calciatore belga
- 1984 - Jared Jordan, ex cestista statunitense
- 1984 - LaRon Landry, giocatore di football americano statunitense
- 1984 - Krzysztof Mikołajczak, schermidore polacco
- 1984 - Darija Nedaškovs'ka, schermitrice ucraina
- 1984 - Santino Quaranta, ex calciatore statunitense
- 1984 - Alex Scott, ex calciatrice inglese
- 1984 - Celia, cantautrice rumena
- 1984 - Kevin Thomson, ex calciatore scozzese
- 1984 - Sam Togwell, ex calciatore inglese
- 1984 - Jessica Walter, ex sciatrice alpina liechtensteinese
- 1985 - Manuel Belletti, ex ciclista su strada italiano
- 1985 - Gustavo Cabral, calciatore argentino
- 1985 - Daniel Clark, attore statunitense
- 1985 - Nicholas Colla, attore, regista e sceneggiatore australiano
- 1985 - Digão, ex calciatore brasiliano
- 1985 - Jack Farthing, attore britannico
- 1985 - Andrea Fischbacher, ex sciatrice alpina austriaca
- 1985 - Justin Forsett, ex giocatore di football americano statunitense
- 1985 - Vitalij Fridzon, cestista russo
- 1985 - Lorenzo Gagli, golfista italiano
- 1985 - Leandro González, calciatore argentino
- 1985 - Přemysl Kovář, ex calciatore ceco
- 1985 - Kenneth Kronholm, ex calciatore tedesco
- 1985 - Natalia Leite, regista e sceneggiatrice brasiliana
- 1985 - Nikita Ljamin, giocatore di beach volley russo
- 1985 - Martial Mbandjock, velocista francese
- 1985 - Ri Hyok-chol, calciatore nordcoreano
- 1985 - Kira Rudyk, politica e imprenditrice ucraina
- 1985 - Luke Sassano, ex calciatore statunitense
- 1985 - Ayumi Suzuki, ex cestista giapponese
- 1985 - Dennis Wiehberg, ex giocatore di football americano tedesco
- 1986 - Muhannad Assiri, ex calciatore saudita
- 1986 - Jean-Sylvain Babin, calciatore francese
- 1986 - Kelly-Ann Baptiste, velocista trinidadiana
- 1986 - Friederike Becht, attrice tedesca
- 1986 - Luis Bethelmy, cestista venezuelano
- 1986 - Eduardo Borges, giocatore di calcio a 5 brasiliano
- 1986 - Mireia Borrás, politica e imprenditrice spagnola
- 1986 - Nicolás Celis, produttore cinematografico messicano
- 1986 - Anastasija Docenko, ex fondista russa
- 1986 - Mike Frantz, calciatore tedesco
- 1986 - Henrique Adriano Buss, ex calciatore brasiliano
- 1986 - San Yu Htwe, arciera birmana
- 1986 - Azusa Iwashimizu, calciatrice giapponese
- 1986 - Joël Kimwaki, ex calciatore congolese (Repubblica Democratica del Congo)
- 1986 - Oldřiška Marešová, altista ceca
- 1986 - Wesley Matthews, cestista statunitense
- 1986 - Joslain Mayebi, calciatore camerunese
- 1986 - Iveta Mukuchyan, cantante e modella armena
- 1986 - Thomas Schönberger, calciatore austriaco
- 1986 - Skyler Shaye, attrice statunitense
- 1986 - Alisha Tatham, ex cestista canadese
- 1986 - Steven Tronet, ex ciclista su strada francese
- 1987 - Abdulrahman Al-Jassim, arbitro di calcio qatariota
- 1987 - Eben Britton, giocatore di football americano statunitense
- 1987 - Jalil Brown, giocatore di football americano statunitense
- 1987 - Kole Calhoun, giocatore di baseball statunitense
- 1987 - Jay Pharoah, comico e imitatore statunitense
- 1987 - Papa Claude Nahimana, calciatore burundese
- 1987 - Tomás Pina, ex calciatore spagnolo
- 1987 - Laurien van der Graaff, fondista svizzera
- 1988 - Yusef Ali, calciatore qatariota
- 1988 - Jones Carioca, calciatore brasiliano
- 1988 - Paul Delecroix, calciatore francese
- 1988 - Saber Khalifa, ex calciatore tunisino
- 1988 - Malick Mané, calciatore senegalese
- 1988 - Jimmy Maurer, calciatore statunitense
- 1988 - MacKenzie Mauzy, attrice e modella statunitense
- 1988 - Calvin Mokoto, canoista sudafricano
- 1988 - Max Thieriot, attore statunitense
- 1988 - Ocean Vuong, poeta e scrittore vietnamita
- 1989 - Arca, cantautrice, compositrice e produttrice discografica venezuelana
- 1989 - Cierra Bravard, ex cestista statunitense
- 1989 - Kateřina Elhotová, ex cestista ceca
- 1989 - Ali Lotfi, calciatore egiziano
- 1989 - Kengo Kawamata, calciatore giapponese
- 1989 - Anna Björk Kristjánsdóttir, calciatrice islandese
- 1989 - Luca Matteotti, ex snowboarder italiano
- 1989 - Francesco Molitierno, giocatore di calcio a 5 italiano
- 1989 - Andrea Paroni, ex calciatore italiano
- 1989 - Stefania Strumillo, discobola e pesista italiana
- 1989 - Ramón Ábila, calciatore argentino
- 1990 - Dan Bramble, lunghista britannico
- 1990 - Matteo Cecchini, giocatore di beach volley italiano
- 1990 - Emily Correal, ex cestista statunitense
- 1990 - Robert Gilchrist, cestista britannico
- 1990 - Shaul Guerrero, ex wrestler statunitense
- 1990 - Ángela Hernández, politica, avvocata e giornalista colombiana († 2022)
- 1990 - Mikołaj Lebedyński, calciatore polacco
- 1990 - Laisenia Raura, calciatore figiano
- 1990 - Ray, cantante giapponese
- 1990 - Rodrigo Ramallo, calciatore boliviano
- 1990 - John Simon, giocatore di football americano statunitense
- 1990 - Ryōta Takahashi, giocatore di football americano giapponese
- 1990 - Anthony Ujah, calciatore nigeriano
- 1991 - Robin Buffet, ex sciatore alpino francese
- 1991 - Marco Capuano, calciatore italiano
- 1991 - Andrea Duro, attrice e modella spagnola
- 1991 - Said El Otmani, mezzofondista e maratoneta italiano
- 1991 - Alen Fetić, giocatore di calcio a 5 sloveno
- 1991 - Eldin Hadžić, ex calciatore bosniaco
- 1991 - Tyrrell Hatton, golfista inglese
- 1991 - Josh Huff, giocatore di football americano statunitense
- 1991 - Derek Jackson, cestista statunitense
- 1991 - Sharrod Neasman, giocatore di football americano statunitense
- 1991 - Ibrahim Shameel, ex nuotatore maldiviano
- 1992 - Ürfan Abbasov, calciatore azero
- 1992 - Sylvain André, ciclista di BMX francese
- 1992 - Laura Benkarth, calciatrice tedesca
- 1992 - Gustavo Cuéllar, calciatore colombiano
- 1992 - Arne De Tremerie, attore belga
- 1992 - Ryan Murphy, ex giocatore di football americano statunitense
- 1992 - Ahmed Musa, calciatore nigeriano
- 1992 - Michel-Ofik Nzege, cestista svizzero
- 1992 - Savannah Outen, cantante statunitense
- 1992 - Birgit Platzer, slittinista austriaca
- 1992 - Jiří Procházka, artista marziale misto ceco
- 1992 - Rodney Pryor, cestista statunitense
- 1992 - Sim Seong-yeong, cestista sudcoreana
- 1992 - Bikramjit Singh, calciatore indiano
- 1992 - William Still, allenatore di calcio belga
- 1993 - Rafał Augustyniak, calciatore polacco
- 1993 - Osvaldo Bosso, calciatore cileno
- 1993 - Georgina Brayshaw, canottiera britannica
- 1993 - Cheick Comara, calciatore ivoriano
- 1993 - Miloš Deletić, calciatore serbo
- 1993 - Beáta Janoščíková, ex cestista slovacca
- 1993 - Charlie Kirk, attivista statunitense
- 1993 - Andrej Medvedev, slittinista russo
- 1993 - Takanori Nagase, judoka giapponese
- 1993 - Sverri Sandberg Nielsen, canottiere faroese
- 1993 - Döwran Orazalyýew, calciatore turkmeno
- 1993 - Natal'ja Podol'skaja, canoista russa
- 1993 - Ardie Savea, rugbista a 15 neozelandese
- 1993 - Matt Williams, cestista statunitense
- 1994 - Ville Ahonen, fondista finlandese
- 1994 - Carly DeHoog, pallavolista statunitense
- 1994 - Godsway Donyoh, calciatore ghanese
- 1994 - Lorenzo Federici, attore italiano
- 1994 - Jared Goff, giocatore di football americano statunitense
- 1994 - Jean-François Kebe, cestista francese
- 1994 - Halimah Nakaayi, mezzofondista ugandese
- 1994 - Michail Nazarov, saltatore con gli sci russo
- 1994 - Jordan Pothain, nuotatore francese
- 1994 - Sönke Rothenberger, cavaliere tedesco
- 1994 - Verena Steinhauser, triatleta italiana
- 1994 - Reuben Te Rangi, cestista neozelandese
- 1994 - Wallace Fortuna dos Santos, calciatore brasiliano
- 1995 - Cassidy Baird, pallavolista statunitense
- 1995 - Aron Bjarnason, calciatore islandese
- 1995 - Darko Ilieski, calciatore macedone
- 1995 - Bart Lemmen, ciclista su strada olandese
- 1995 - Aik Mnatsakanian, lottatore bulgaro
- 1995 - Michail Mordasov, bobbista russo
- 1995 - Rolando Romero, pugile statunitense
- 1995 - Darren Ríos, calciatore statunitense
- 1995 - Lucas Salinas, calciatore brasiliano
- 1995 - Tori West, multiplista australiana
- 1996 - Miroslav Bogosavac, calciatore serbo
- 1996 - Megi Doçi, calciatrice albanese
- 1996 - Semën Efimov, sciatore alpino russo
- 1996 - Joaquín Gómez, martellista argentino
- 1996 - Freddy Ibrahim, cestista canadese
- 1996 - Steve Rubanguka, calciatore ruandese
- 1996 - Elina Rönnlund, fondista svedese
- 1996 - Zkr, rapper francese
- 1997 - Lynn Bowden, giocatore di football americano statunitense
- 1997 - Luke Farrell, giocatore di football americano statunitense
- 1997 - Christos Gravius, calciatore svedese
- 1997 - Odei Jainaga, giavellottista spagnolo
- 1997 - Advan Kadušić, calciatore bosniaco
- 1997 - Laud, cantante ucraino
- 1997 - Majed Suroor, calciatore emiratino
- 1997 - Toyosi Olusanya, calciatore inglese
- 1998 - Safaa Hadi, calciatore iracheno
- 1998 - Ariela Barer, attrice statunitense
- 1998 - Kenneth Bednarek, velocista statunitense
- 1998 - Eli Brooks, cestista statunitense
- 1998 - Chanmina, rapper e cantante sudcoreana
- 1998 - Nina Chuba, cantante e attrice tedesca
- 1998 - Daniel Eid, calciatore norvegese
- 1998 - Alejandra Lorenzo, attrice e modella spagnola
- 1998 - Victor Nelsson, calciatore danese
- 1998 - Lewis O'Brien, calciatore inglese
- 1998 - Jerome Opoku, calciatore ghanese
- 1998 - Cristina Pittin, fondista italiana
- 1998 - Hamsat Shadalov, pugile tedesco
- 1998 - Lisette Tammik, calciatrice estone
- 1998 - Brandon Vázquez, calciatore statunitense
- 1998 - Itaitinga, calciatore brasiliano
- 1999 - Isak Amundsen, calciatore norvegese
- 1999 - Maxime Busi, calciatore belga
- 1999 - Allan Dokossi, cestista francese
- 1999 - Anthony Fontana, calciatore statunitense
- 1999 - Matteo Gianazza, pallanuotista italiano
- 1999 - Ruaridh Mollica, attore italiano
- 1999 - Gervarrius Owens, giocatore di football americano statunitense
- 1999 - Edvin Taborda, giocatore di football americano svedese
- 1999 - Wu Yibing, tennista cinese
- 1999 - Laura Zeng, ginnasta statunitense
- 2000 - Di'Shon Bernard, calciatore inglese
- 2000 - Vrenz Bleijenbergh, cestista belga
- 2000 - Aleksandar Bogdanović, giocatore di football americano serbo
- 2000 - Daiana Falfán, calciatrice argentina
- 2000 - Brennan Jackson, giocatore di football americano statunitense
- 2000 - Anders Klynge, calciatore danese
- 2000 - Arthur Leclerc, pilota automobilistico monegasco
- 2000 - Albion Marku, calciatore albanese
- 2000 - Uros Miloradović, calciatore serbo
- 2000 - Dániel Zsóri, calciatore rumeno

## XXI secolo(37)
- 2001 - Erik Ahlstrand, calciatore svedese
- 2001 - Turpal Bisultanov, lottatore danese
- 2001 - Rowan Blanchard, attrice e attivista statunitense
- 2001 - Lucas Esquivel, calciatore argentino
- 2001 - Bendik Jakobsen Heggli, saltatore con gli sci norvegese
- 2001 - Shi Haoyu, nuotatore artistico cinese
- 2001 - Stefan Tomović, calciatore serbo
- 2001 - Patrik Wålemark, calciatore svedese
- 2002 - Emeka Egbuka, giocatore di football americano statunitense
- 2002 - Luis Engel, scacchista tedesco
- 2002 - Charles Gamel Seigneur, sciatore alpino francese
- 2002 - Daouda Guindo, calciatore maliano
- 2002 - Kaishu Hirano, snowboarder giapponese
- 2002 - Julio Luques, calciatore argentino
- 2002 - Amarius Mims, giocatore di football americano statunitense
- 2002 - Shari, cantautrice italiana
- 2002 - Saly Sarr, triplista senegalese
- 2002 - Eirik Hystad Solberg, sciatore alpino norvegese
- 2003 - Elie Bacari, ostacolista belga
- 2003 - Soumaïla Coulibaly, calciatore francese
- 2003 - Cade Cowell, calciatore statunitense
- 2003 - Walter Nolen, giocatore di football americano statunitense
- 2003 - Wilfredo Rivera, calciatore portoricano
- 2004 - Gabriel Bortoleto, pilota automobilistico brasiliano
- 2004 - Oliver Goethe, pilota automobilistico danese
- 2004 - Margo Joseph-Kuo, nuotatrice artistica australiana
- 2004 - Jan Koutný, calciatore ceco
- 2004 - Nik Mujanović, pallavolista sloveno
- 2004 - Kassoum Ouattara, calciatore francese
- 2004 - Vaggelīs Zougrīs, cestista greco
- 2005 - Johan Manzambi, calciatore svizzero
- 2005 - Vojin Serafimović, calciatore serbo
- 2005 - Jovan Šljivić, calciatore serbo
- 2006 - Lucas Camejo, calciatore uruguaiano
- 2006 - Jeremiah Fears, cestista statunitense
- 2008 - Gilberto Mora, calciatore messicano
- 2013 - Faustino Oro, scacchista argentino

## Senza anno specificato(1)
- Cornelis Janssens van Ceulen, pittore olandese († 1661)